# Eulasia kordestana
Eulasia kordestana là một loài bọ cánh cứng trong họ Glaphyridae. Loài này được Mitter miêu tả khoa học năm 2004.